# Benjaminia carlsoni
Benjaminia carlsoni är en stekelart som beskrevs av David B. Wahl 1989. Benjaminia carlsoni ingår i släktet Benjaminia och familjen brokparasitsteklar. Inga underarter finns listade.